# مولانا (عنوان)
مولانا (به فارسی: مولی/ سرور ما) عنوانی است که اغلب در آسیای مرکزی و شبه‌قاره هند پیش از نام رهبران مذهبی مورد احترام مسلمان، به خصوص دانش آموختگان مؤسسان مذهبی مانند مدرسه یا دارالعلوم یا علمایی که زیر نظر دیگر علما تحصیل کرده‌اند می‌آید. گرچه این واژه از زبان عربی مشتق شده ولی معانی آن در سیر از رم تا ایران، ترکیه، آفریقا و شبه قاره هند متفاوت بوده است. در ایران و ترکیه این لفظ به طور معمول در اشاره به مولوی به کار می‌رود.